# Quintette pour piano et cordes de Martucci
Pour les articles homonymes, voir Quintette pour piano et cordes.
Le Quintette pour piano et cordes en do majeur, op. 45, est une œuvre de Giuseppe Martucci en quatre mouvements pour piano et quatuor à cordes.
Composée en 1877, la partition est présentée en public le 17 mars 1878 avec l'auteur au piano.

## Composition
Le Quintette pour piano et cordes op. 45 est considéré comme l'œuvre de musique de chambre la plus importante de Giuseppe Martucci. Selon Gaetano Cesari (it) on y trouve un rythme franchement défini sans rigidité sur le plan thématique.
À l'époque de sa composition, où les compositeurs italiens s'orientaient principalement vers le genre lyrique, Giovanni Sgambati et Giuseppe Martucci tentent d'imposer un style nouveau reprenant avec un retard de quelques dizaines d'années celui de la musique instrumentale romantique européenne et la reliant à la culture instrumentale italienne.

## Création
Le Quintette pour piano et cordes est présenté en public le 17 mars 1878, à la Società del Quartetto de Milan avec l'auteur au piano, lui faisant remporter le premier prix du concours organisé par cette société de concerts.

## Présentation

### Mouvements
L'œuvre est en quatre mouvements :
1. Allegro giusto ( = 58) en do majeur, à quatre temps (noté ) et Allegro ( = 63) à 
,
2. Andante con moto ( = 76) en la mineur, à 
,
3. Scherzo — Allegro vivace ( = 184) en fa majeur avec une polyrythmie constante à 
 et 
,
4. Finale — Allegro con brio ( = 126) en do majeur, à deux temps (noté ).

### Analyse

#### Allegro giusto
Ce mouvement sonne comme un duo entre le piano et le quatuor à cordes, le piano énonçant d'emblée des motifs au caractère rythmique affirmé auxquels répondent les cordes. Le second thème en mi majeur (qui est la dominante du ton relatif mineur d'ut majeur) est annoncé par le piano puis repris par le violon sur des accompagnements arpégés du piano qui donnent l'atmosphère harmonique et se prêtent à de nombreuses modulations ultérieures avant une ingénieuse réexposition.

#### Andante con moto
L'Andante expose au piano une belle mélodie ascendante en accords, à la fin de laquelle les cordes viennent se joindre avec un second motif. Ces éléments sont ensuite variés de façon poétique sur diverses formules d'accompagnement, prenant peu à peu un caractère orageux et dramatique avant le retour au calme.

#### Scherzo —Allegro vivace
Le scherzo oppose un mouvement de croches, sur un rythme de tarentelle noté à 
, à des éléments rythmiques d'une mesure notée à 
, les deux mesures étant indiquées conjointement au début du morceau, ce qui donne une allure particulièrement dynamique au mouvement. Juste avant la fin, la musique s'immobilise sur de longs accords des cordes avant la conclusion du piano sur le rythme endiablé.

#### Finale —Allegro con brio
Le finale est construit sur un thème exposé par les cordes, dont le cheminement va prendre des caractères très différents selon l'accompagnement, tout à tour autoritaire au début puis s'épanchant plus librement, le second thème n'étant qu'une réécriture du premier dans une atmosphère beaucoup plus libre.

## Postérité
Guy Sacre considère que « le piano romantique italien, idéalement représenté par ce pianiste (et chef d'orchestre) napolitain » qu'était Giuseppe Martucci « triomphe aussi dans son Quintette et ses deux Trios, pages dignes de survie ».

## Discographie
- Giuseppe Martucci, Quintette pour piano et cordes, op.45 — Ottorino Respighi, Quintette pour piano et cordes P035, par l'ensemble Five Lines : Davide Cabassi (piano), Gisella Curtolo et Paolo Zordanazzo (violons), Andrea Repetto (alto) et Lucio Labella Danzi (violoncelle) (18-21 mars 2010, Amadeus AM254-2)
- Giuseppe Martucci, Quintette pour piano et cordes, op.45 — Trio avec piano, op.59 par le Giovane Quartetto Italiano et Mario Borciani (piano), (5-8 mars 1992, Claves Records CD50-9210).

### Ouvrages généraux
- Paul Pittion, La Musique et son histoire : tome II — de Beethoven à nos jours, Paris, Éditions Ouvrières, 1960.
- Guy Sacre, La musique pour piano : dictionnaire des compositeurs et des œuvres, vol. II (J-Z), Paris, Robert Laffont, coll. « Bouquins », 1998, 2998 p. (ISBN 978-2-221-08566-0).
- Walter Willson Cobbett, Dictionnaire encyclopédique de la musique de chambre [« Cobbett's Cyclopedic Survey of Chamber Music »], t. 2, Robert Laffont, coll. « Bouquins », 1999, 824 p. (ISBN 978-2-221-07848-8), p. 922-925.